# 황해버스
황해버스(영어: Huanghai Bus, 중국어 간체자: 黄海客车, 정체자: 黃海客車, 병음: Huánghǎi Kèchē)는 중국 랴오닝성 단둥시에 본사를 둔 버스 메이커이며, SG 오토모티브의 자회사이다.
대한민국에는 전기버스인 E-SKY로 알려졌으며, 범한자동차가 수입 대행을 맡고 있다.

## 갤러리

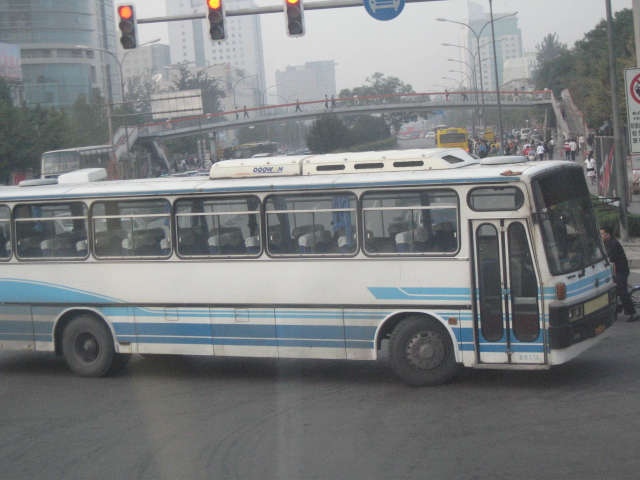
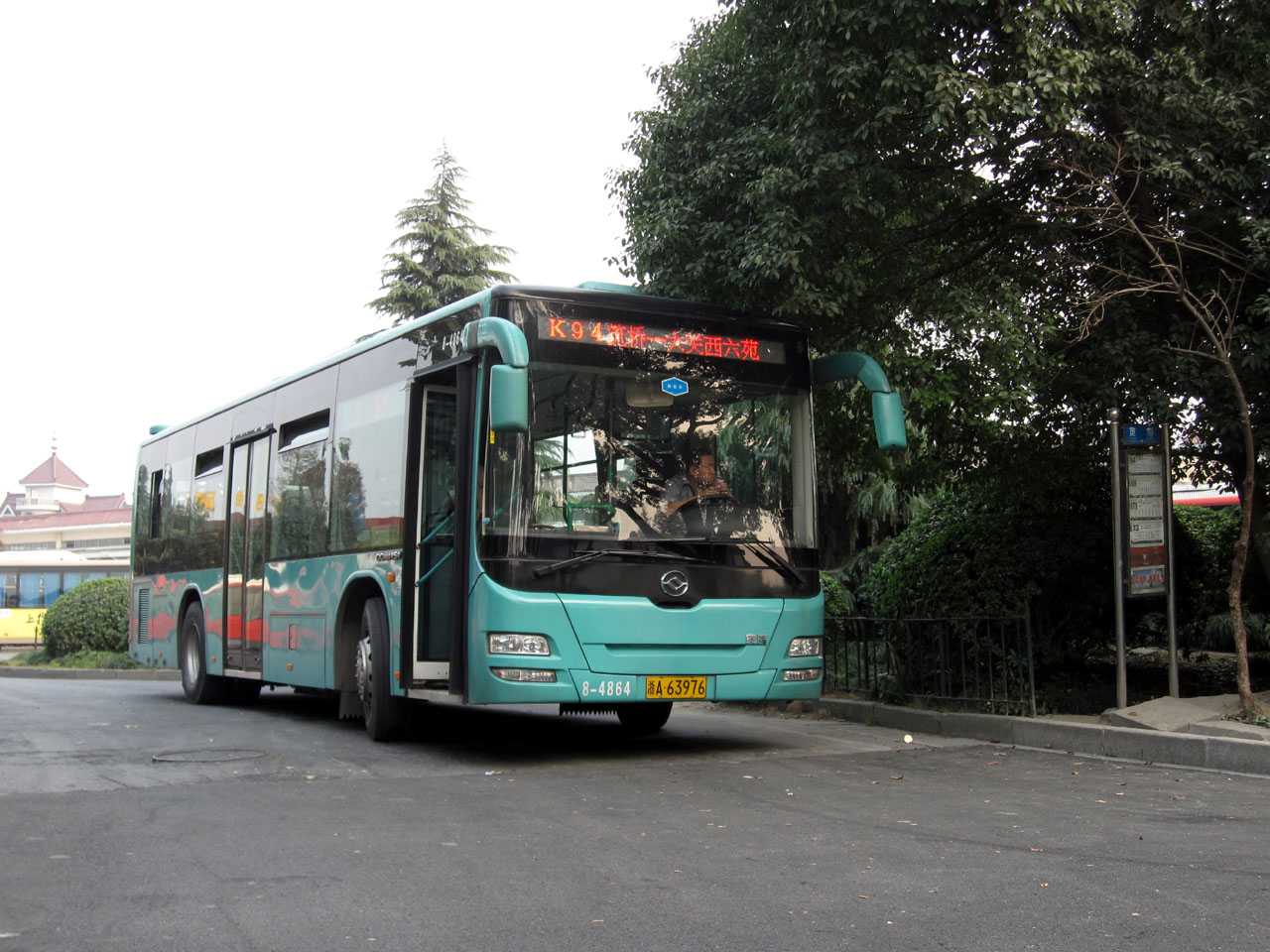
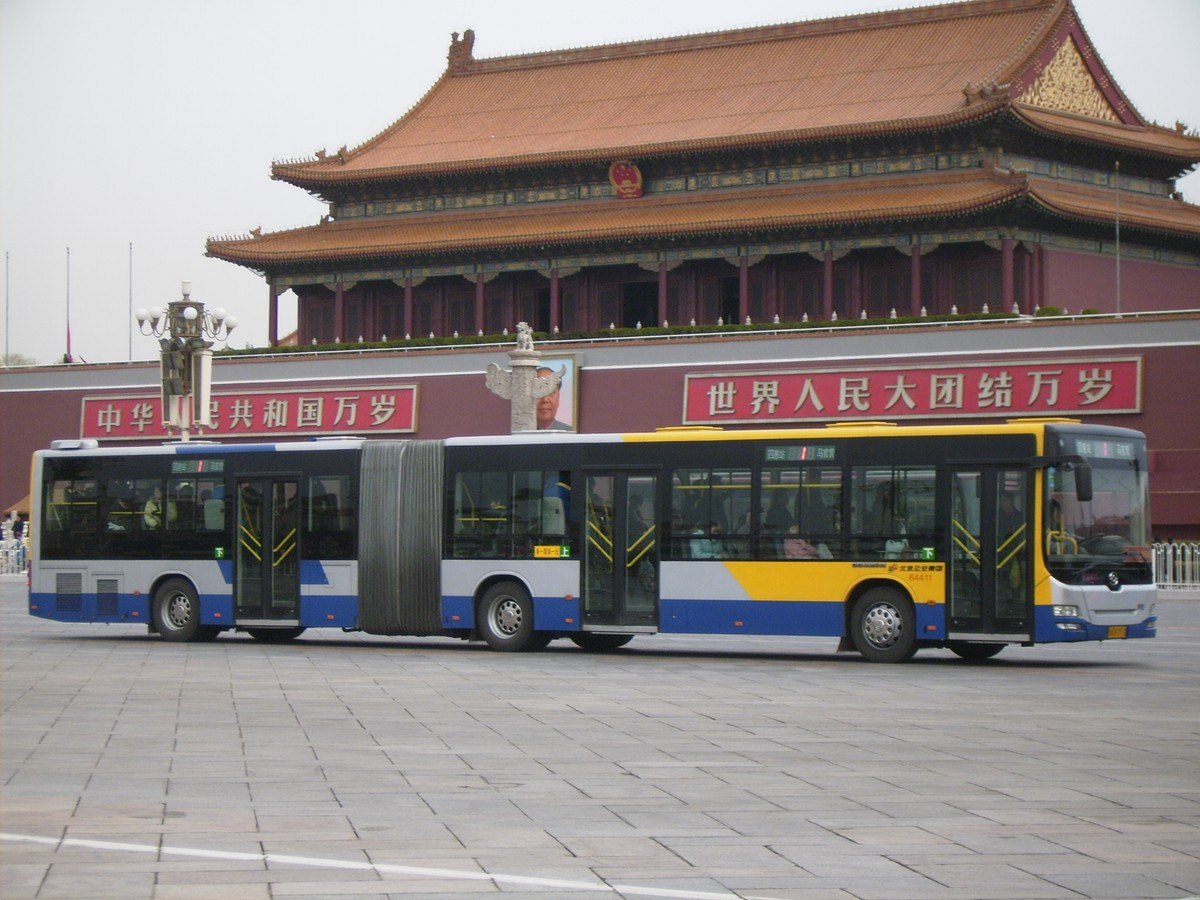
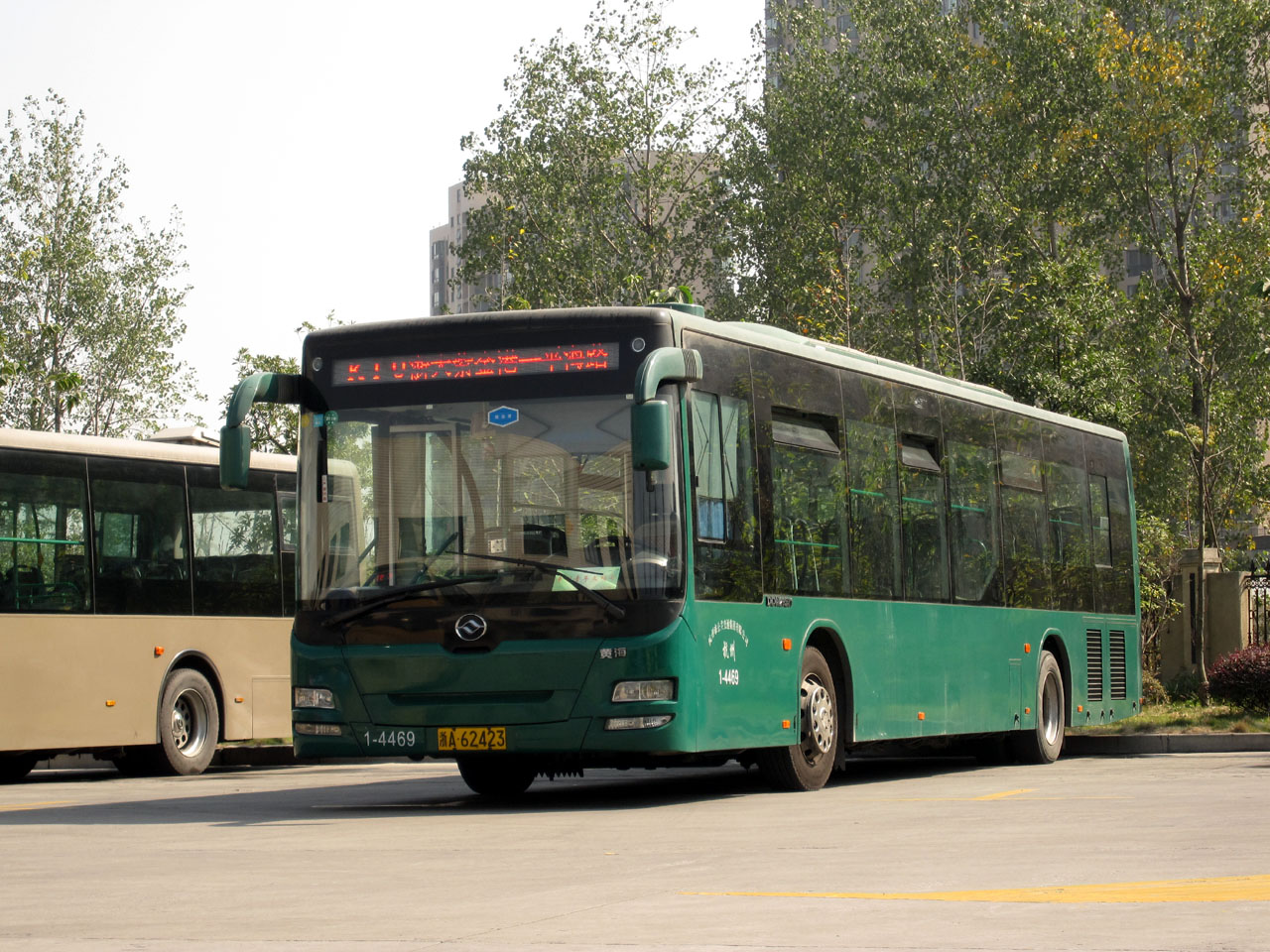
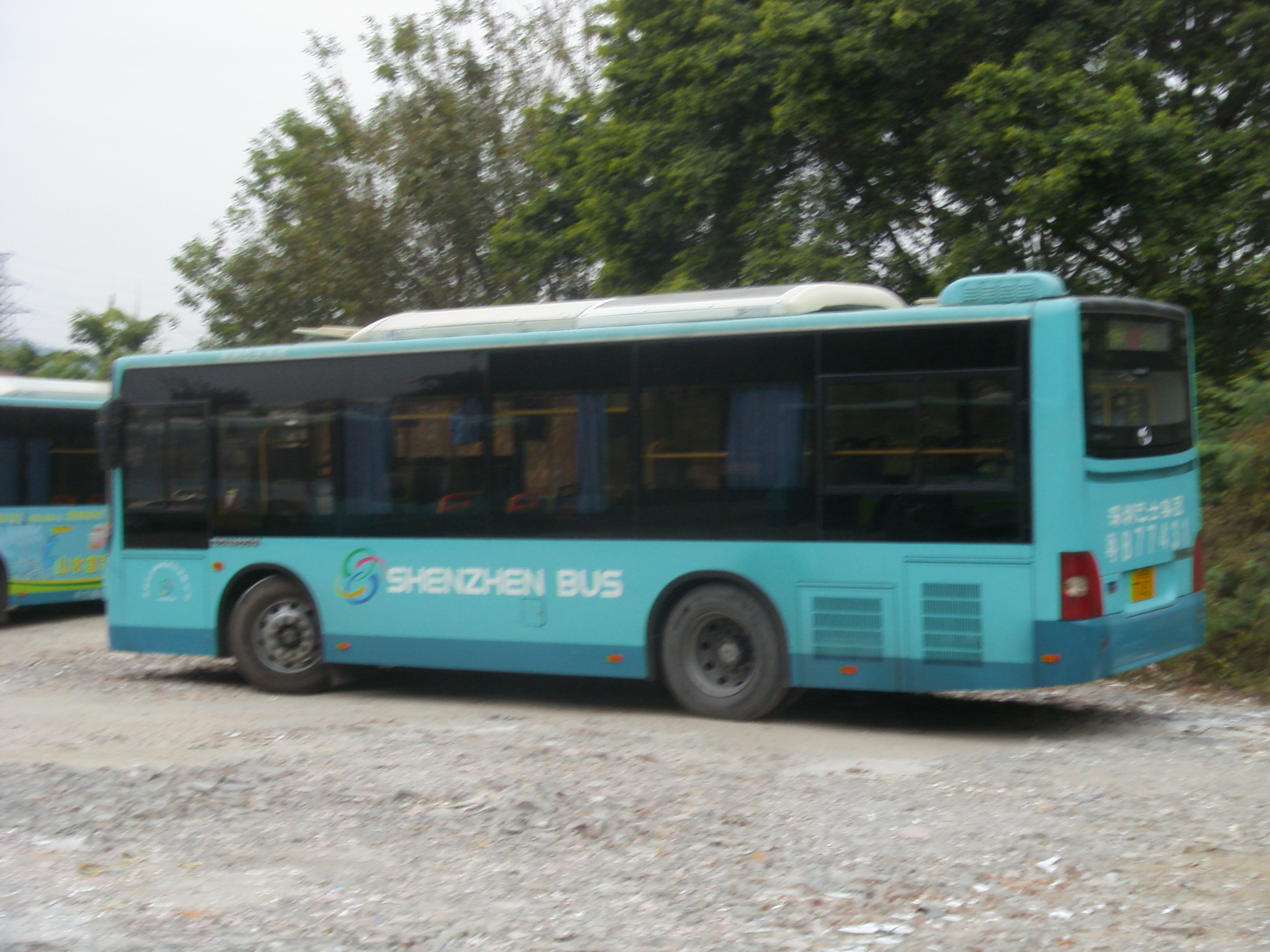
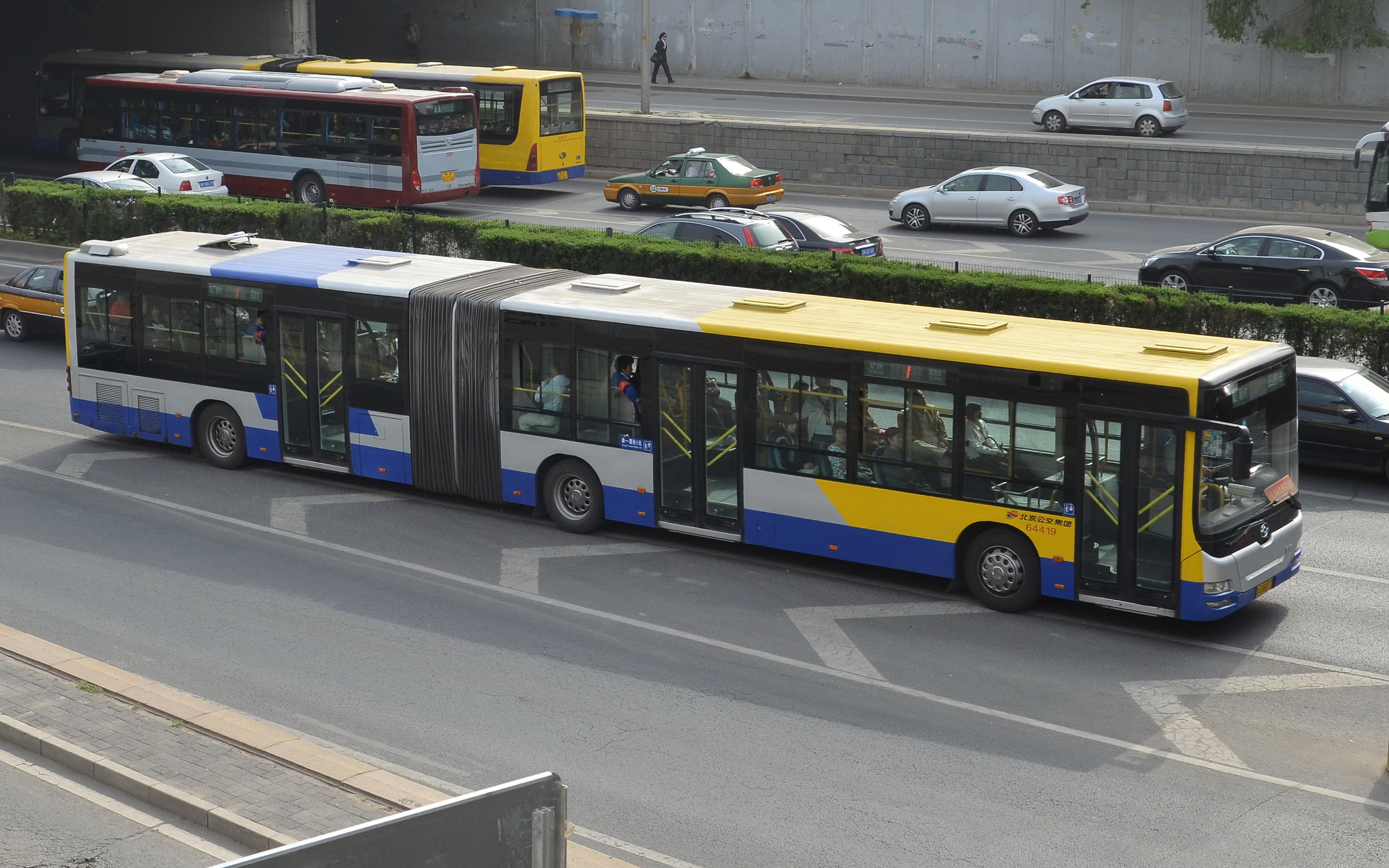
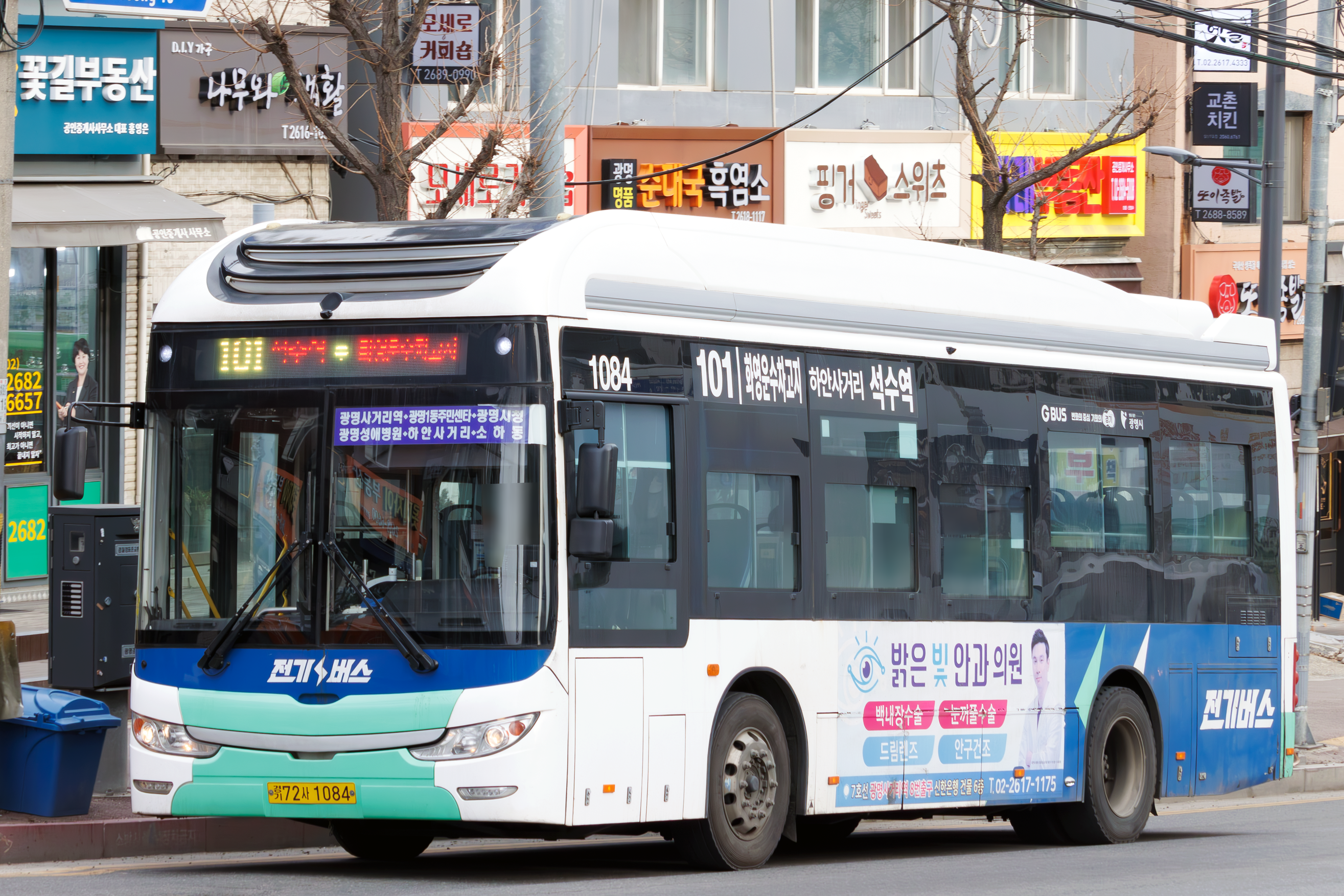
대한민국 광명시에서 운행하는 황해버스 E-SKY 9 차량